# Sambirano
Der Sambirano ist ein Fluss im Nordwesten Madagaskars.

## Verlauf
Der Fluss entspringt am Westhang des Andohanisambirano auf 2200 m Höhe. Er fließt in nordwestliche Richtung. Erst wenige Kilometer vor der Mündung nimmt er seinen wichtigsten Nebenfluss, den Ramena, auf. Der Sambirano hat bei Ambanja ein 35 km breites halbkreisförmiges Delta Richtung Nosy Be ins Meer geschoben. Er mündet nach 124 km über die Bucht von Ampasindava in die Straße von Mosambik.

## Hydrometrie
Die Durchflussmenge des Sambirano wurde an der hydrologischen Station Ambanja bei dem größten Teil des Einzugsgebietes, über die Jahre 1952 bis 1983 gemittelt, gemessen (in m³/s).